# タンゴール (サハリン州)
タンゴール（ロシア語: Тунгор）は1960年、油田の跡地に成立したロシアのサハリン州オハ管区にある村である。人口は494人（2021年）。

## 概要

### 名前の由来
エヴェンギ語で湖を表すトゥンゴル（tungor）から。

## 地理
エリー川のほとりに位置している。

## 人口
2021年の人口は494人であった。